# Mus mahomet
Mus mahomet је врста глодара из породице мишева (лат. Muridae).

## Распрострањење
Врста је присутна у Еритреји, Етиопији, Кенији и Уганди.

## Станиште
Врста Mus mahomet има станиште на копну.
Врста је по висини распрострањена до 3.400 метара надморске висине.

## Угроженост
Ова врста није угрожена, и наведена је као последња брига јер има широко распрострањење.

### Популациони тренд
Популација ове врсте је стабилна, судећи по доступним подацима.